# Collezione di autoritratti agli Uffizi
Il primo nucleo della Collezione di autoritratti agli Uffizi è stato frutto di una intuizione felice del cardinale Leopoldo de' Medici. Alla morte del cardinale la collezione passò al granduca di Toscana che la versò agli Uffizi. Col tempo la collezione crebbe, il luogo d'esposizione divenne insufficiente e molti autoritratti furono relegati nei depositi.

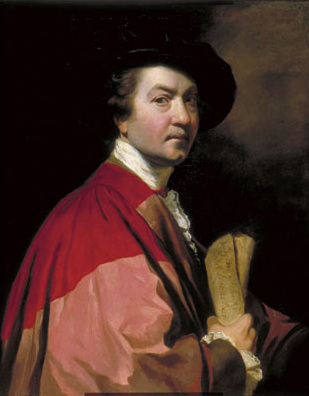
Joshua Reynolds, Autoritratto, 1775

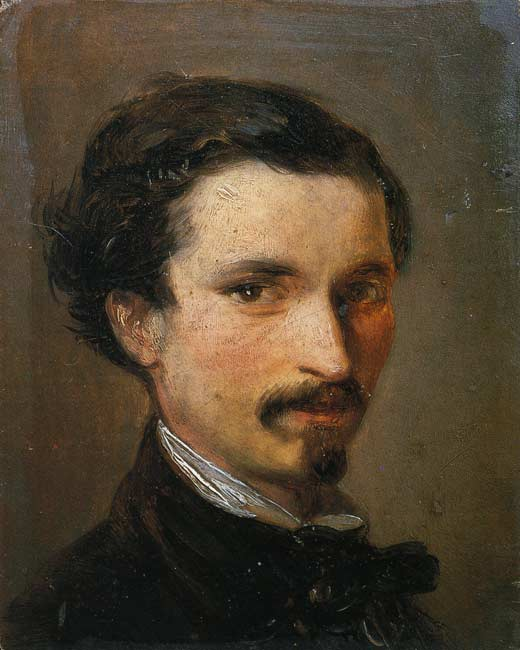
Silvestro Lega, Autoritratto, 1861

## Storia di una collezione

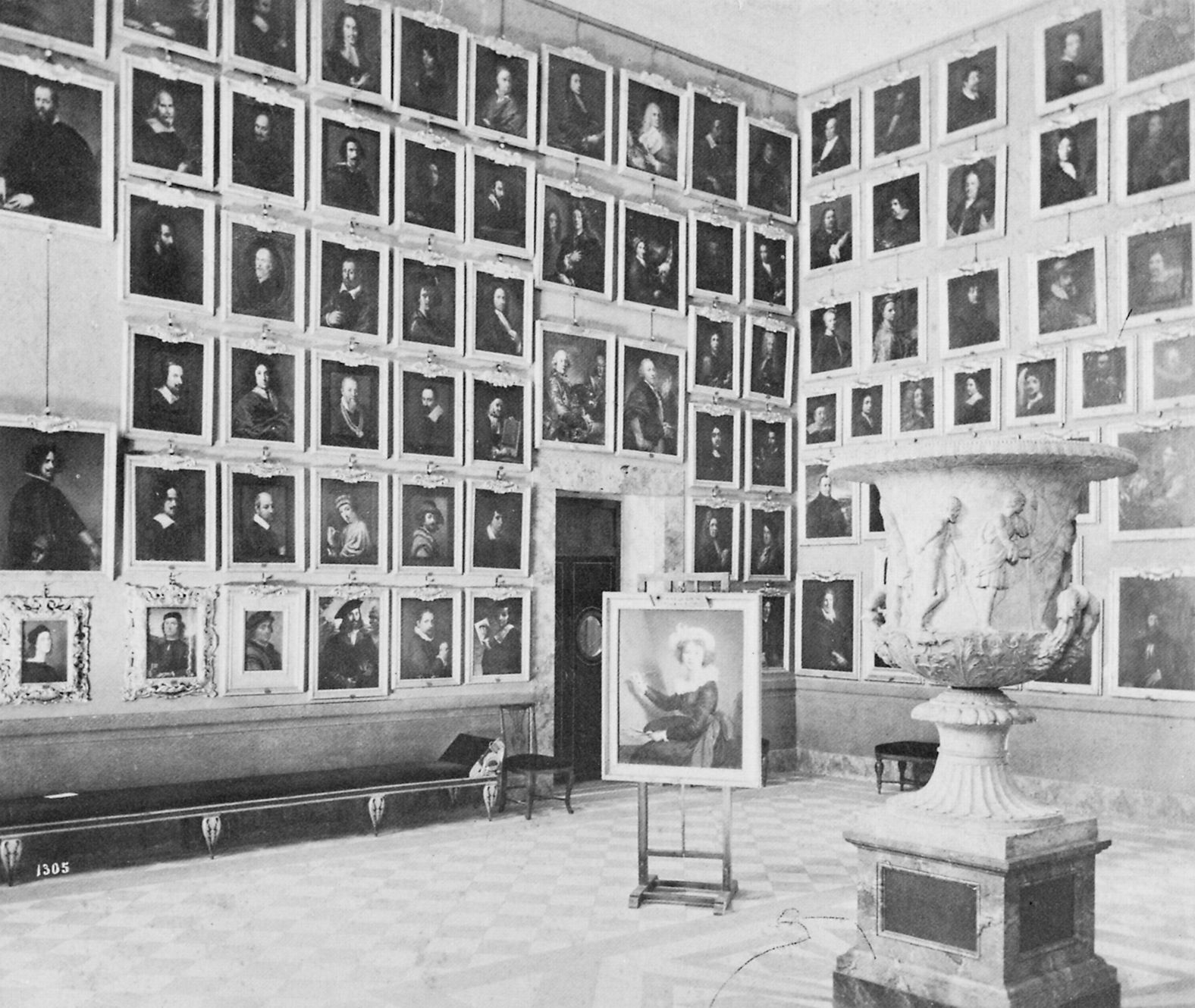
Autoritratti agli Uffizi, Foto Alinari, 1890 circa

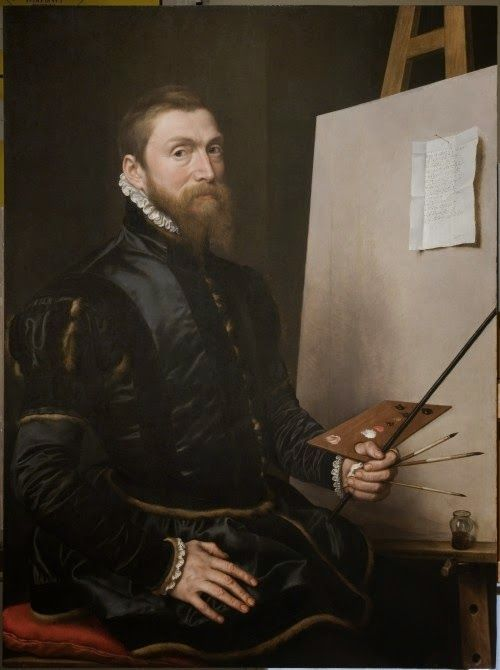
Antonio Moro, Autoritratto, 1558

Il granduca Cosimo III de' Medici ordinò di allestire agli Uffizi ambienti per ospitare la collezione di autoritratti del suo defunto zio, il cardinale Leopoldo de' Medici, morto nel 1675.
Recente è la storia degli autoritratti. Il più antico a noi noto e, che conosciamo solo in copia, è quello di Leon Battista Alberti: è un simbolo del Rinascimento e testimonia la volontà di fissare il proprio volto in una immagine che consenta il culto, tutto laico, di una gloria umana da trasmettere ai posteri.
A metà del Cinquecento i Medici iniziarono a collezionare autoritratti, ma in modo estemporaneo, sollecitando artisti di cui erano mecenati, oppure servendosi di esperti e di fiduciari, o di diplomatici fiorentini. Giambattista della Porta pubblicò nel 1586 Della fisionomia dell'omo, un testo che diede nuovo impulso alla moda di autodefinirsi esplicitamente in una singola opera pittorica; poiché l'autoritratto (pensiamo a quelli di Michelangelo) a volte era un rebus da decifrare, messo dentro un'opera più ampia.
Se Carlo I d'Inghilterra possedeva autoritratti di Rubens, di Mytens e di Van Dyck, era stato proprio il cardinale Leopoldo de' Medici, chiamato Principe della Toscana e raffinato e ordinato collezionista, a mettere insieme, per primo, 80 autoritratti di celebri pittori, dietro consiglio e aiuto di Filippo Baldinucci. Si trattava della creazione di una raccolta del tutto personale, ma fece scuola. Tra gli autoritratti di artisti stranieri c'erano quelli di Jacob Ferdinand Voet, di Rembrandt e di Van Dyck; tra quelli italiani c'erano autoritratti di Giorgio Vasari, di Francesco Salviati, di Alessandro Allori. Tredici erano gli autoritratti di pittori bolognesi; tra i veneti era presente Tintoretto, tra i romani Bernini, tra i napoletani Mattia Preti e Luca Giordano. Alcuni dipinti non erano originali, bensì copie, come l'autoritratto di Luca Cambiaso.

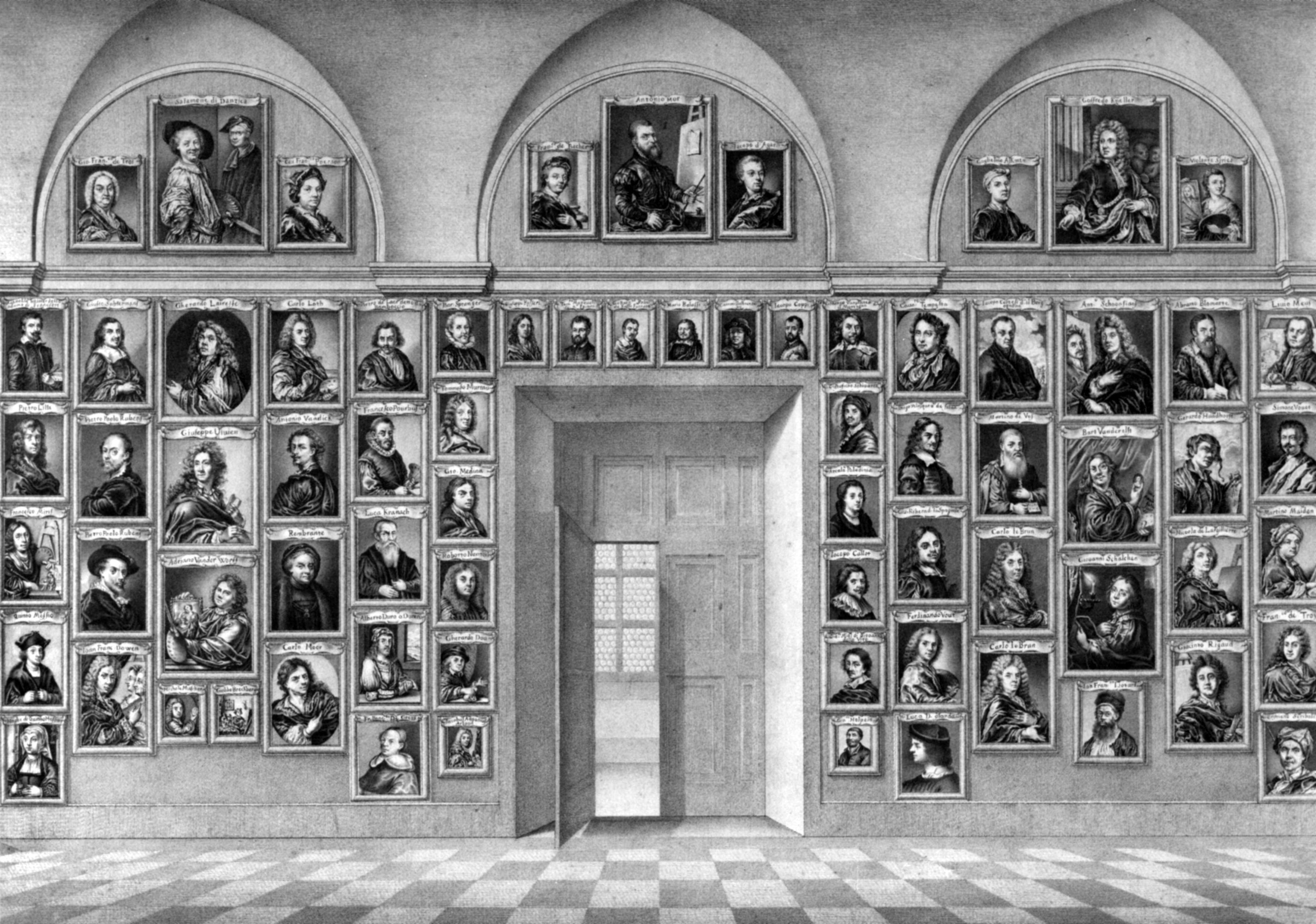
Autoritratti agli Uffizi, disegno, Biblioteca nazionale austriaca, Vienna

Nell'inventario degli Uffizi, redatto nel 1704, gli autoritratti erano 180, cui se ne aggiunsero altri 120, in parte frutto dell'acquisto della collezione dell'abate fiorentino Antonio Pazzi. Nel 1775 arrivò agli Uffizi l'autoritratto di Joshua Reynolds, cui seguirono altri autoritratti di pittori inglesi. Con il Regno d'Italia la funzione di collezionista, un tempo assunta dal granduca di Toscana, fu esercitata dal Ministero della Pubblica Istruzione del Regno.
I pittori moderni consideravano la presenza di un proprio autoritratto gli Uffizi un punto di attrazione della propria opera e lo spazio espositivo divenne presto insufficiente. Nel 1926 il catalogo degli Uffizi, predisposto da Giovanni Poggi, assegnava agli autoritratti le sale 41-46, accanto alla Loggia dei Lanzi; non esplicitava tuttavia l'elenco dei quadri esposti. Dopo il 1944 queste sale furono smantellate, gran parte degli autoritratti fu messa nei depositi e pochi furono esposti nel Corridoio vasariano.
Il 4 novembre del 1966 l'Arno uscì dagli argini e molti autoritratti risultavano minacciati. La direttrice delle Gallerie Luisa Becherucci in gran fretta fece portare in salvo i dipinti, trasferendoli dal Corridoio Vasariano agli Uffizi, dove più tardi traslocò l'intera collezione di autoritratti. Tra quelli rimasti danneggiati c'erano gli autoritratti di Diego Velázquez, di Salvator Rosa, del Ribera: furono inviati tutti ai laboratori di restauro, alla Fortezza da Basso.
Nel 1973 il soprintendente Luciano Berti ha fatto esporre una galleria di 715 autoritratti nel Corridoio Vasariano. Nel catalogo degli Uffizi del 1979 gli autoritratti sono 1040 (non tutti sono originali, perché alcuni sono copie; quasi tutti sono dipinti, ma c'è anche qualche scultura e qualche pastello su carta).

## Elenco di autoritratti scelti
(in aggiornamento)

### A
| Immagine | Autore                           | Titolo       | Data                   | Dimensioni in cm | Tecnica e supporto  | Origine    | Note                                                    |
| -------- | -------------------------------- | ------------ | ---------------------- | ---------------- | ------------------- | ---------- | ------------------------------------------------------- |
| Immagine | Abate, Alessandro                | Autoritratto | 1949                   | 50x39            | olio su tavola      | siciliana  | Dono dell'autore, 1949                                  |
| Immagine | Adler, Salomon                   | Autoritratto | 1690 circa             | 121x95           | olio su tela        | polacca    | Ingresso 1710                                           |
|          | Ajvazovskij, Ivan Konstantinovič | Autoritratto | 1874                   | 70,5x62,5        | olio su tela        | russa      | Figura nell'inventario degli Uffizi del 1881            |
| Immagine | Alciati, Evangelina              | Autoritratto | primo quarto XX secolo | 64x52            | pastello su cartone | torinese   | Dono degli eredi, 1961                                  |
|          | Allori, Alessandro               | Autoritratto | 1555 circa             | 50x39            | olio su tavola      | fiorentina | Forse dei Medici già nel Cinquecento                    |
|          | Alma-Tadema, Lawrence            | Autoritratto | 1897 circa             | 66,5x55,5        | olio su tela        | olandese   | Dono dell'autore, 1897                                  |
|          | Américo, Pedro                   | Autoritratto | 1895                   | 70,5x55,5        | olio su tela        | brasiliana | Dono dall'autore, 1904                                  |
|          | Andrea del Sarto                 | Autoritratto | 1528-1529              | 51,5x37,5        | affresco su embrice | fiorentina | Citato dal Vasari nelle Vite                            |
|          | Anguissola, Sofonisba            | Autoritratto | 1550 circa             | 88,5x69          | olio su tela        | cremonese  | Acquisto di Cosimo III, 1682                            |
| Immagine | Arizzara, Teresa                 | Autoritratto | 1765                   | 63,5x52          | olio su tela        | italiana   | Pervenuto dall'Accademia di belle arti di Firenze, 1853 |

### B
| Immagine  | Autore                       | Titolo                              | Data                            | Dimensioni in cm | Tecnica e supporto | Origine    | Note                                                                                                  |
| --------- | ---------------------------- | ----------------------------------- | ------------------------------- | ---------------- | ------------------ | ---------- | --- |
|           | Bacherini Piattoli, Anna     | Autoritratto                        | 1776                            | 78,2x60          | olio su tela       | fiorentina | Dono dell'autrice, 1776                                                                               |
| Immagine  | Bacci, Baccio Maria          | Pomeriggio a Fiesole (Autoritratto) | 1926-29                         | 224,5 80         | olio su tela       | fiorentina | Donato alla Galleria degli Uffizi da Francesco, Lorenzo e Quirina Bacci, figli dell’artista, nel 1981 |
| Immagine  | Baldacci, Maria Maddalena    | Autoritratto                        | secondo quarto del XVIII secolo | 75,5x62          | olio su tela       | fiorentina | Pervenuto nel 1768                                                                                    |
|           | Balla, Giacomo               | Autocaffè                           | 1928                            | 63,5x42,5        | olio su tavola     | romana     | 1992                                                                                                  |
|           | Bandinelli, Baccio           | Autoritratto con guanti             | metà XVI sec.                   | 63x45            | olio su tavola     | fiorentina | Uffizi, 1769                                                                                          |
| Immagine  | Barocci, Federico            | Autoritratto giovanile              | 1570-1575                       | 33x25            | olio su tela       | urbinate   | Leopoldo de' Medici                                                                                   |
|           | Barocci, Federico            | Autoritratto da anziano             | 1600 circa                      | 42,2x35,1        | olio su tela       | urbinate   | Leopoldo de' Medici                                                                                   |
|           | Bartolini, Louisa Grace      | Autoritratto                        | 1860-1865                       | 117x81,5         | olio su tela       | inglese    | Pervenuto nella seconda metà del XIX secolo                                                           |
|           | Batoni, Pompeo               | Autoritratto                        | 1773-1787                       | 73,5x61          | olio su tela       | lucchese   | Non portato a termine dall'autore, venduto dalla vedova, 1787                                         |
|           | Baviera, Maria Antonia di    | Autoritratto                        | 1772                            | 91x69            | olio su tela       | tedesca    | Dono dell'autrice, 1773                                                                               |
|           | Beaux, Cecilia               | Autoritratto                        | 1925                            | 110x72           | olio su tela       | americana  | Dono dell'autrice, 1926                                                                               |
| Beccafumi | Beccafumi, Domenico          | Autoritratto                        | 1525-1530                       | 32x24,5          | olio su carta      | senese     | Leopoldo de' Medici                                                                                   |
|           | Benczúr, Gyula               | Autoritratto                        | 1894                            | 62x48,5          | olio su tela       | ungherese  | Dono dell'autore, 1895                                                                                |
|           | Benvenuti, Pietro            | Autoritratto                        | secondo decennio XIX secolo     | 72,5x57,5        | olio su tavola     | aretina    | Dono dell'autore                                                                                      |
| Immagine  | Benwell, Mary                | Autoritratto                        | 1779                            | 0,71x0,59        | tempera su avorio  | inglese    | Dono dell'autrice, 1780                                                                               |
| Immagine  | Berckheyde, Job Adriaenszoon | Autoritratto nello studio           | 1575                            | 35x30            | olio su tavola     | olandese   | Ingresso 1708                                                                                         |
|           | Bernini, Gian Lorenzo        | Autoritratto                        | 1635 circa                      | 64x46            | olio su tela       | napoletana | Acquisto di Leopoldo de' Medici, 1674                                                                 |
|           | Boldini, Giovanni            | Autoritratto di Montorsoli          | 1892                            | 57,5x40          | olio su tela       | ferrarese  | Donato dall'autore                                                                                    |
| Immagine  | Bonheur, Rosa (attribuzione) | Autoritratto                        | 1860-1865                       | 36x31            | olio su tela       | francese   | Acquisto, 1922                                                                                        |
|           | Bonito, Giuseppe             | Autoritratto                        | 1785-1789                       | 82x63,5          | olio su tela       | napoletana | Lascito testamentario, 1789                                                                           |
|           | Bonnat, Léon                 | Autoritratto                        | 1905                            | 61x47            | olio su tela       | francese   | Dono dell'autore, 1905                                                                                |
| Immagine  | Botti Scifoni, Ida           | Autoritratto                        | 1839                            | 60x47            | olio su tela       | romana     | Dono di Matilde Bonaparte Demidoff, 1846                                                              |

### C
| Immagine          | Autore                       | Titolo                      | Data          | Dimensioni in cm | Tecnica e supporto           | Origine          | Note                                                   |
| ----------------- | ---------------------------- | --------------------------- | ------------- | ---------------- | ---------------------------- | ---------------- | ------------------------------------------------------ |
|                   | Cairo, Francesco             | Autoritratto                | 1630          | 50x39            |                              | milanese         | [ 12 ]                                                 |
|                   | Canova, Antonio              | Autoritratto                | 1790          | 68x54,5          | olio su tela                 | veneta           | Dono di Giovanni Degli Alessandri, 1822                |
| Annibale Carracci | Carracci, Annibale           | Autoritratto di profilo     | fine XVI sec. | 45,4x37,9        | olio su tela                 | bolognese        | Leopoldo de' Medici                                    |
| Annibale Carracci | Carracci, Annibale           | Autoritratto sul cavalletto | 1605          | 50x39            | olio su tela                 | bolognese        | Leopoldo de' Medici                                    |
|                   | Carriera, Rosalba            | Autoritratto                | 1709          | 71x57            | pastello su carta            | veneziana        | Ferdinando de' Medici, 1714                            |
| Immagine          | Casalini Torelli, Lucia      | Autoritratto                | 1716 circa    | 72x57,5          | olio su tela                 | bolognese        | Cosimo III de' Medici, 1716                            |
|                   | Chaplin, Elisabeth           | Autoritratto                | 1908 circa    | 89x60            | olio su tela                 | francese         | Dono dell'autrice, 1940                                |
| Chierici          | Chierici, Gaetano            | Autoritratto                | 1881          | 41x31,5          | olio su tavolozza da pittore | emiliana         | Dono di Robert Spranger, 1914                          |
| Immagine          | Cioci, Antonio               | Autoritratto                | 1789          | 67x58            | olio su tela                 | fiorentina       | Acquisto, 1969                                         |
| Immagine          | Collart Henrotin, Marie      | Autoritratto                | 1904 circa    | 74,5x63,5        | olio su tela                 | belga            | Dono del figlio dall'autrice, 1912                     |
|                   | Corcos, Vittorio Matteo      | Autoritratto                | 1913          | 55,5x48          | olio su tela                 | livornese        | Dono dell'autore, 1913                                 |
|                   | Corot, Jean-Baptiste Camille | Autoritratto                | 1835 circa    | 34x25            | olio su tela                 | francese         | Donato dai figli, 1875                                 |
|                   | Corvi, Domenico              | Autoritratto                | 1785 circa    | 134x98,5         | olio su tela                 | viterbese        | Ingresso 1786                                          |
|                   | Cosway, Maria                | Autoritratto                | 1778          |                  |                              | italo-britannica |                                                        |
|                   | Counis, Elisa                | Autoritratto                | 1839          | 66,5x56          | olio su tela                 | svizzera         | Dono del padre, dopo la morte prematura di Elisa, 1844 |

### D
| Immagine | Autore                             | Titolo       | Data       | Dimensioni in cm | Tecnica e supporto | Origine    | Note                       |
| -------- | ---------------------------------- | ------------ | ---------- | ---------------- | ------------------ | ---------- | -------------------------- |
| Immagine | Dall'Oca Bianca, Angelo            | Autoritratto | 1937       | 68x47            | olio su tela       | veronese   | Dono dall'autore, 1947     |
|          | David, Jacques-Louis               | Autoritratto | 1791       | 64x53            | olio su tela       | francese   | Pervenuto nel 1893         |
|          | Delacroix, Eugène Ferdinand Victor | Autoritratto | 1840 circa | 66x54            | olio su tela       | francese   | Dono di Chéramy, 1912      |
| Immagine | Diotti, Giuseppe                   | Autoritratto | 1821       | 53x42            | olio su tela       | cremonese  | Dono dell'autore, 1821     |
|          | Dolci, Carlo                       | Autoritratto | 1674       | 74,5x60,5        | olio su tela       | fiorentina | Dono a Leopoldo de' Medici |
| Immagine | Dou, Gerrit                        | Autoritratto | 1658       | 49,2x33,9        | olio su tavola     | olandese   | Acquisto, 1685             |

### E
| Immagine | Autore             | Titolo          | Data      | Dimensioni in cm | Tecnica e supporto | Origine   | Note                        |
| -------- | ------------------ | --------------- | --------- | ---------------- | ------------------ | --------- | --------------------------- |
| Immagine | East, Alfred       | Autoritratto    | 1912      | 133x114,5        | olio su tela       | inglese   | Dono dell'autore, 1912      |
| Immagine | Egger-Lienz, Albin | Autoritratto    | 1921      | 39,5x33,5        | olio su cartone    | austriaca | Dono dell'autore, 1922      |
|          | Elsheimer, Adam    | Autoritratto(?) | 1606-1607 | 64x48            | olio su tela       | tedesca   | Cosimo III de' Medici, 1697 |
| Immagine | Ensor, James       | Autoritratto    | 1879      | 42x33,5          | olio su tela       | belga     | Dono dall'autore, 1923      |

### F
| Immagine | Autore                      | Titolo                    | Data       | Dimensioni in cm | Tecnica e supporto               | Origine    | Note                                                                           |
| -------- | --------------------------- | ------------------------- | ---------- | ---------------- | -------------------------------- | ---------- | ------------------------------------------------------------------------------ |
|          | Fantin-Latour, Henri        | Autoritratto              | 1883       | 54x44            | olio su tela                     | francese   | Dono dell'autore, 1895                                                         |
|          | Fattori, Giovanni           | Autoritratto              | 1854       | 59x46,6          | olio su tela                     | livornese  | Acquisto, 1951                                                                 |
|          | Fattori, Giovanni           | Autoritratto              | 1884       | 58,5x49,5        | olio su tela                     | livornese  | Dono dell'autore, 1907                                                         |
|          | Ferretti, Giovanni Domenico | Autoritratto              | 1719       | 72,5x37,7        | olio su tela                     | fiorentina | Venduto agli Uffizi da Antonio Pazzi, 1768                                     |
|          | Flandrin, Hippolyte         | Autoritratto              | 1853       | 44x36            | olio su tela                     | francese   | Non finito, dono della vedova, 1865                                            |
|          | Fontana, Lavinia            | Autoritratto nello studio | 1579       | diametro 15,7    | olio su rame                     | bolognese  | Ferdinando de' Medici nella villa a Poggio a Caiano, dono della pittrice, 1579 |
|          | Foresti, Renato             | Autoritratto ’62          | 1962       | 48x33            | olio su tela                     | napoletana | Dono degli eredi, 2019                                                         |
|          | Fratellini, Giovanna        | Autoritratto              | 1720 circa | 72x57 circa      | pastello su carta                | fiorentina | Cosimo III de' Medici, 1723                                                    |
|          | Furini, Francesco           | Autoritratto              | 1618-1620  | 41x33            | olio su tela incollata su tavola | fiorentina | Leopoldo de' Medici, 1682                                                      |

### G
| Immagine | Autore                            | Titolo                                    | Data       | Dimensioni in cm | Tecnica e supporto  | Origine    | Note                                                  |
| -------- | --------------------------------- | ----------------------------------------- | ---------- | ---------------- | ------------------- | ---------- | ----------------------------------------------------- |
|          | Gabbiani, Anton Domenico          | Autoritratto                              | 1717 circa | 72x58            | olio su tela        | fiorentina | Cosimo III de' Medici, 1717                           |
| Immagine | Gábor, Marianne                   | Autoritratto con cappello alla fiorentina | 1956       | 70x49,5          | olio su faesite     | ungherese  | Dono dell'autrice, 1976                               |
|          | Galli da Bibbiena, Francesco      | Autoritratto                              | 1680-1690  | 85x64,5          | olio su tela        | bolognese  | Acquisto da Gennaro Minghetti a Bologna, 1904         |
|          | Gaulli, Giovan Battista, Baciccio | Autoritratto                              | 1667-1668  | 67x51            | olio su tela        | genovese   | Cosimo III de' Medici, 1723                           |
|          | Ghezzi, Pier Leone                | Autoritratto                              | 1702       | 31x26,5          | olio su tela        | romana     | Acquistato dall'antiquario Antonio Grandi, 1912       |
|          | Giordano, Luca                    | Autoritratto                              | 1665 circa | 72,5x57,5        | olio su tela        | napoletana | Dono a Leopoldo de' Medici                            |
|          | Giovanni da San Giovanni          | Autoritratto                              | 1616 circa | 51,5x37,4        | affresco su embrice | toscana    | Leopoldo de' Medici                                   |
|          | Giulio Romano                     | Autoritratto                              | 1540 circa | 55x41            | pastello su carta   | romana     | Dono del cardinale Flavio Chigi a Leopoldo de' Medici |
|          | Gumpp, Johannes                   | Doppio autoritratto allo specchio         | 1646       | 88x89            | olio su tela        | austriaca  | Pervenuto nel 1667                                    |

### H
| Immagine | Autore                   | Titolo                 | Data       | Dimensioni in cm | Tecnica e supporto | Origine   | Note                                                                                    |
| -------- | ------------------------ | ---------------------- | ---------- | ---------------- | ------------------ | --------- | --------------------------------------------------------------------------------------- |
|          | Hayez, Francesco         | Autoritratto a 71 anni | 1862       | 125x101,5        | olio su tela       | veneziana | Dono dell'autore, 1863 attraverso Giuseppina Appiani Strigelli, nuora di Andrea Appiani |
|          | Hoffmann, Josef          | Autoritratto           | 1886       | 67,5x55,5        | olio su tela       | austriaca | Donato dagli eredi, in esecuzione di volontà testamentaria, 1905                        |
| Immagine | Hogarth, William         | Autoritratto           | 1730 circa | 22x28            | olio su tela       | inglese   | Dono di Carlo Loeser, 1909                                                              |
| Holbein  | Holbein, Hans il Giovane | Autoritratto           | 1540-1543  | 32x26            | pastelli a colori  | tedesca   | Acquisto Cosimo III, 1681                                                               |
|          | Hunt, William Holman     | Autoritratto           | 1875       | 105,5x73         | olio su tela       | inglese   | Dono dell'autore, 1907                                                                  |

### I
| Immagine | Autore                         | Titolo       | Data                   | Dimensioni in cm | Tecnica e supporto | Origine    | Note                   |
| -------- | ------------------------------ | ------------ | ---------------------- | ---------------- | ------------------ | ---------- | ---------------------- |
|          | Ingres, Jean-Auguste-Dominique | Autoritratto | 1858                   | 62x51            | olio su tela       | francese   | Ingresso 1858          |
| Immagine | Irolli, Vincenzo               | Autoritratto | III decennio XX secolo | 90x72            | olio su tela       | napoletana | Dono dell'autore, 1930 |

### J
| Immagine | Autore          | Titolo       | Data      | Dimensioni in cm | Tecnica e supporto | Origine    | Note                                                 |
| -------- | --------------- | ------------ | --------- | ---------------- | ------------------ | ---------- | ---------------------------------------------------- |
| Immagine | Jordaens, Jacob | Autoritratto | 1615-1618 | 99x69            | olio su tela       | fiamminga  | Documentato nel 1754.                                |
| Immagine | Josz, Italo     | Autoritratto | 1929      | 62x48,5          | olio su tela       | fiorentina | Dono di Valeria Vida Josz, sorella del pittore, 1950 |

### K
| Immagine | Autore                       | Titolo                                           | Data | Dimensioni in cm | Tecnica e supporto | Origine  | Note                        |
| -------- | ---------------------------- | ------------------------------------------------ | ---- | ---------------- | ------------------ | -------- | --------------------------- |
|          | Kauffmann, Angelika          | Autoritratto in costume della Foresta di Bregenz | 1763 | 46x33            | olio su tela       | svizzera | Dono di Cosimo Siries, 1763 |
|          | Kauffmann, Angelica          | Autoritratto                                     | 1787 | 128x93,5         | olio su tela       | svizzera | Dono dell'autrice, 1788     |
| Immagine | Keller, Ferdinand            | Autoritratto                                     | 1889 | 132x88           | olio su tela       | tedesca  | Dono dell'autore, 1890      |
|          | Krøyer, Peder Severin        | Autoritratto                                     | 1888 | 49x41            | olio su tela       | danese   | Dono dell'autore, 1899      |
|          | Kustodiev, Boris Michajlovič | Autoritratto                                     | 1912 | 100x85           | tempera su cartone | russa    | Dono dell'autore, 1913      |

### L
| Immagine | Autore                        | Titolo       | Data       | Dimensioni in cm | Tecnica e supporto  | Origine   | Note                           |
| -------- | ----------------------------- | ------------ | ---------- | ---------------- | ------------------- | --------- | ------------------------------ |
|          | de Lairesse, Gérard           | Autoritratto | belga      | 89x73            | olio su tela        | belga     | Ingresso agli Uffizi, 1699     |
|          | Lama, Giulia                  | Autoritratto | 1725       | 75x60,5          | olio su tela        | veneziana | Inventariato nel 1784          |
|          | Larsson, Carl                 | Autoritratto | 1906       | 95,5x61,5        | olio su tela        | svedese   | Dono dell'autore, 1912         |
|          | László, Philip                | Autoritratto | 1911       | 122x86           | olio su tela        | ungherese | Dono dell'autore, 1911         |
|          | Laurens, Jean-Paul Alessandro | Autoritratto | 1876       | 45x37            | olio su tela        | francese  | Dono dell'autore, 1876         |
|          | Lega, Silvestro               | Autoritratto | 1861 circa | 12x9,5           | olio su tavola      | romagnola | Acquisto, 1915                 |
|          | Leighton, Frederic            | Autoritratto | 1880       | 76,5x64          | olio su tela        | inglese   | Dall'autore, 1880              |
|          | Liotard, Jean-Étienne         | Autoritratto | 1744       | 61x49            | pastello su carta   | svizzera  | Dono di Maria Teresa d'Austria |
|          | Lippi, Filippino              | Autoritratto | 1485 circa | 50x31            | affresco su embrice | toscana   | Acquisto, 1771                 |
| Immagine | Lydis, Mariette               | Autoritratto | 1931       | 62x49,5          | olio su tavola      | austriaca | Dono dell'autrice, 1932        |

### M
| Immagine | Autore                                                               | Titolo       | Data           | Dimensioni in cm | Tecnica e supporto | Origine           | Note                                                    |
| -------- | -------------------------------------------------------------------- | ------------ | -------------- | ---------------- | ------------------ | ----------------- | ------------------------------------------------------- |
|          | Mantovani Gutti, Rosina                                              | Autoritratto | 1880 circa     | 64x48            | olio su cartone    | romana            | Dono della figlia Emanuela Gutti Fabbricotti, 1952      |
|          | Maratta, Carlo                                                       | Autoritratto | 1682           | 72,5x58,3        | olio su tela       | marchigiana       | Dono dell'autore a Cosimo III de' Medici, 1682          |
| Immagine | Marcello, pseudonimo di Adèle Affry, duchessa di Castiglione Colonna | Autoritratto | 1876           | 67x47            | pastello su carta  | svizzera          | Dono dell'autrice, 1876 circa                           |
|          | Mario de' Fiori (Nuzzi, Mario)                                       | Autoritratto | meta XVII sec. | 136x208,5        | olio su tela       | romana            | Acquisto di Cosimo III da Michele Girolamo Catani, 1697 |
| Mengs    | Mengs, Anton Raphael                                                 | Autoritratto | 1773           | 97x72,6          | olio su tavola     | tedesca           | Dipinto a Firenze e portato dall'autore agli Uffizi     |
|          | Millais, John Everett                                                | Autoritratto | 1880           | 86x65            | olio su tela       | inglese           | Dono dell'autore, 1880                                  |
|          | Mola, Pier Francesco                                                 | Autoritratto | 1650 circa     | 34,7x24,9        | pastello su carta  | svizzero-italiana | Cosimo III de' Medici, 1692                             |
|          | More, Jacob                                                          | Autoritratto | 1783           | 198x147,5        | olio su tela       | scozzese          | Dono dell'autore, 1783                                  |
|          | Morelli, Domenico                                                    | Autoritratto | 1864           | 65x54            | olio su tela       | napoletana        | Dono dell'autore, 1896                                  |
| Immagine | Moricci, Giuseppe                                                    | Autoritratto | 1855-1860      | 31x25            | olio su tela       | fiorentina        | Acquistato dalla nipote Gemma Allisiardi Moricci, 1927  |
| Moro     | Moro, Antonio                                                        | Autoritratto | 1558           | 113x84           | olio su tavola     | olandese          | Acquisto Cosimo III, 1682                               |

### N
| Immagine | Autore                  | Titolo       | Data       | Dimensioni in cm | Tecnica e supporto | Origine    | Note                                                                             |
| -------- | ----------------------- | ------------ | ---------- | ---------------- | ------------------ | ---------- | -------------------------------------------------------------------------------- |
|          | van der Neer, Eglon     | Autoritratto | 1696       | 105x73,5         | olio su tela       | olandese   | Forse dono di Giovanni Guglielmo del Palatinato al suocero Cosimo III de' Medici |
| Immagine | von Neff, Carl Timoleon | Autoritratto | 1840       | 76,5x58,5        | olio su tela       | estone     | Dono della figlia dell'autore, 1883                                              |
| Immagine | Nobili, Riccardo        | Autoritratto | 1938       | 73x52            | olio su tela       | fiorentina | Dono della moglie Grazia Nobili, 1952                                            |
| Immagine | Nomellini, Plinio       | Autoritratto | 1913 circa | 69x57            | olio su tela       | livornese  | Dono dei figli, 1950                                                             |

### O
| Immagine | Autore               | Titolo       | Data            | Dimensioni in cm | Tecnica e supporto | Origine                        | Note                    |
| -------- | -------------------- | ------------ | --------------- | ---------------- | ------------------ | ------------------------------ | ----------------------- |
| Immagine | Orlandini, Ernestina | Autoritratto | 1930-1940 circa | 70x60            | olio su tela       | tedesca naturalizzata italiana | Dono dell'autrice, 1941 |

### P
| Immagine | Autore                     | Titolo       | Data       | Dimensioni in cm | Tecnica e supporto | Origine    | Note                                                       |
| -------- | -------------------------- | ------------ | ---------- | ---------------- | ------------------ | ---------- | ---------------------------------------------------------- |
|          | Paladini, Arcangela        | Autoritratto | 1621       | 54,5x43,5        | olio su tela       | pisana     | Documentato nel 1676                                       |
|          | Parenti Duclos, Irene      | Autoritratto | 1783       | 59x47,5          | olio su tela       | fiorentina | Pervenuto nel 1853 dall'Accademia di Belle Arti di Firenze |
|          | Pignoni, Simone            | Autoritratto | 1682-1682  | 120,6x91         | olio su tela       | fiorentina | Cosimo III de' Medici, 1682                                |
| Immagine | Pincherle, Adriana         | Autoritratto | 1957       | 55,5x41          | olio su tela       | romana     | Dono dell'autrice, 1959, in deposito a Palazzo Pitti       |
|          | Pozzo, Andrea              | Autoritratto | 1690 circa | 160x117          | olio su tela       | trentina   | Cosimo III de' Medici, 1688                                |
|          | Preti, Mattia              | Autoritratto | 1695       | 99x69            | olio su tela       | calabrese  | Ferdinando de' Medici, 1697                                |
|          | Puvis de Chavannes, Pierre | Autoritratto | 1889       | 65x54            | olio su tela       | francese   | Donato dall'autore, 1889                                   |

### Q
| Immagine | Autore                   | Titolo       | Data       | Dimensioni in cm | Tecnica e supporto | Origine | Note           |
| -------- | ------------------------ | ------------ | ---------- | ---------------- | ------------------ | ------- | -------------- |
| Immagine | Quadal, Martin Ferdinand | Autoritratto | 1785 circa | 97,5x73          | olio su tela       | ceca    | Dipinto a Pisa |

### R
| Immagine  | Autore                        | Titolo                            | Data       | Dimensioni in cm | Tecnica e supporto | Origine   | Note                                                                  |
| --------- | ----------------------------- | --------------------------------- | ---------- | ---------------- | ------------------ | --------- | --------------------------------------------------------------------- |
| Raffaello | Raffaello (attribuito)        | Autoritratto                      | 1506 circa | 47,5x33          | olio su tavola     | urbinate  | Leopoldo de' Medici                                                   |
|           | Ransonnet-Villez, Elise       | Autoritratto                      | 1875       | 74x59            | olio su tavola     | austriaca | Per testamento dell'autrice, 1900                                     |
| Rembrandt | Rembrandt                     | Autoritratto giovanile            | 1634 circa | 62,5x34          | olio su tavola     | olandese  | Acquisto di Ferdinando III di Toscana, 1818                           |
| Immagine  | Rembrandt                     | Autoritratto da vecchio           | 1655 circa | 76x61            | olio su tela       | olandese  | Ferdinando de' Medici                                                 |
| Rembrandt | Rembrandt                     | Autoritratto                      | 1664 circa | 74x55            | olio su tela       | olandese  | Leopoldo de' Medici                                                   |
|           | Reni, Guido                   | Autoritratto                      | 1630 circa | 45,5x34          | tela               | bolognese | Cosimo III de' Medici, 1690                                           |
|           | Reynolds, Joshua              | Autoritratto                      | 1775       | 71,5x58          | olio su tela       | inglese   | Dono dell'autore, ringraziato con medaglia d'oro e d'argento          |
|           | Ribbing, Sofie                | Autoritratto                      | 1875       | 65x46            | olio su tela       | svedese   | Dono di Carolina Lungstrass di Bonn, 1881, dopo la morte dell'autrice |
|           | Rigaud, Hyacinthe             | Autoritratto                      | 1716       | 80x64            | olio su tela       | francese  | Dono a Cosimo III de' Medici, 1716                                    |
|           | Robusti, Marietta, Tintoretta | Autoritratto con foglio di musica | 1580 circa | 93,5x91,5        | olio su tela       | veneziana | Acquisto di Leopoldo de' Medici, 1675                                 |
|           | Rubens, Peter Paul            | Autoritratto senza il cappello    | 1618 circa | 78x61            | olio su tavola     | fiamminga | Dono a Cosimo III de' Medici, 1713                                    |
|           | Rubens, Peter Paul            | Autoritratto con il cappello      | 1623-1625  | 85x61            | olio su tavola     | fiamminga | Acquisto Cosimo III de' Medici, 1683                                  |

### S
| Immagine     | Autore                                 | Titolo       | Data            | Dimensioni in cm | Tecnica e supporto | Origine      | Note                              |
| ------------ | -------------------------------------- | ------------ | --------------- | ---------------- | ------------------ | ------------ | --------------------------------- |
| Immagine     | Sabatelli, Giuseppe                    | Autoritratto | 1835-1840 circa | 48,5x36,5        | olio su tela       | milanese     | Dono degli eredi, 1970            |
| Sassoferrato | Salvi, Giovanni Battista, Sassoferrato | Autoritratto | metà XVII sec.  | 38x32,5          | olio su tela       | marchigiana  | Dono di Flavio Chigi, 1682        |
|              | Sargent, John Singer                   | Autoritratto | 1906            | 70x53            | olio su tela       | statunitense | Dono dell'autore, 1906            |
| Immagine     | Schalcken, Godfried                    | Autoritratto | 1695            | 92,3x81          | olio su tela       | olandese     | Acquisto dall'autore, 1695        |
|              | Schwartze, Thérèse                     | Autoritratto | 1888            | 129x88           | olio su tela       | olandese     | Dono dell'autrice, 1895           |
|              | Seymour Damer, Anne                    | Autoritratto | 1778            | altezza 60 cm    | marmo bianco       | inglese      | Dono dell'autrice, 1778           |
| Immagine     | Siries, Violante Beatrice              | Autoritratto | 1734-1735       | 77x60            | olio su tela       | fiorentina   | Giovanni Gastone de' Medici, 1736 |
|              | Spinelli di Belmonte, Chiara           | Autoritratto | 1783            | 67x51            | pastello su carta  | napoletana   | Dono dell'autrice, 1784           |
|              | Szinyei Merse, Pál                     | Autoritratto | 1897            | 90,5x70,5        | olio su tela       | ungherese    | Dono dell'autore, 1912            |

### T
| Immagine | Autore                 | Titolo       | Data | Dimensioni in cm | Tecnica e supporto | Origine  | Note                           |
| -------- | ---------------------- | ------------ | ---- | ---------------- | ------------------ | -------- | ------------------------------ |
|          | de Troy, Jean-François | Autoritratto | 1696 | 72x56            | olio su tela       | francese | Ingresso a palazzo Pitti, 1697 |

### U
| Immagine | Autore        | Titolo       | Data | Dimensioni in cm | Tecnica e supporto | Origine    | Note   |
| -------- | ------------- | ------------ | ---- | ---------------- | ------------------ | ---------- | ------ |
| Immagine | Ussi, Stefano | Autoritratto | 1867 | 51x44            | olio su tela       | fiorentina | [ 38 ] |

### V
| Immagine  | Autore                       | Titolo       | Data                  | Dimensioni in cm | Tecnica e supporto | Origine   | Note                                                                             |
| --------- | ---------------------------- | ------------ | --------------------- | ---------------- | ------------------ | --------- | -------------------------------------------------------------------------------- |
| Immagine  | Vagnetti, Fausto             | Autoritratto | IV decennio XX secolo | 56,5x42,5        | olio su tela       | aretina   | Legato testamentario, dato dal figlio Luigi, 1955                                |
|           | Van Dyck, Antoon             | Autoritratto | 1632 circa            | 79x62            | olio su tela       | fiamminga | Dono di Giovanni Guglielmo del Palatinato al suocero Cosimo III de' Medici, 1713 |
| Immagine  | Van Mieris, Frans il Vecchio | Autoritratto | 1676                  | 12,3x9,4         | olio su rame       | olandese  | Ordinato da Cosimo III de' Medici all'autore, 1676                               |
| Vasari    | Vasari, Giorgio              | Autoritratto | 1566-1568             | 100,5x80         | olio su tavola     | aretina   | Leopoldo de' Medici                                                              |
|           | Velázquez, Diego             | Autoritratto | 1640 circa            | 71,5x58          | olio su tela       | spagnola  | Cosino III de' Medici, 1682                                                      |
| Velázquez | Velázquez, Diego             | Autoritratto | 1645 circa            | 103,5x82,5       | olio su tela       | spagnola  | Acquisto in Spagna per Cosimo III, 1682                                          |
|           | Vigée-Lebrun, Elisabeth      | Autoritratto | 1790                  | 100x81           | olio su tela       | francese  | Dono dell'autrice, 1791                                                          |
| Immagine  | Vivien, Joseph               | Autoritratto | 1699                  | 93,5x74          | pastello su carta  | tedesca   | Dono a Ferdinando de' Medici, 1701                                               |
|           | Vouet, Simon                 | Autoritratto | 1614-1627             | 65x55            | olio su tela       | parigina  | Cosimo III de' Medici, 1700                                                      |

### W
| Immagine      | Autore                  | Titolo       | Data | Dimensioni in cm | Tecnica e supporto | Origine  | Note                                                         |
| ------------- | ----------------------- | ------------ | ---- | ---------------- | ------------------ | -------- | ------------------------------------------------------------ |
| van der Werff | Werff, Adriaen, van der | Autoritratto | 1697 | 89x73            | olio su tela       | olandese | Dono a Cosimo III da Giovanni Guglielmo del Palatinato, 1698 |

### Y
| Immagine | Autore        | Titolo       | Data | Dimensioni in cm | Tecnica e supporto | Origine  | Note                   |
| -------- | ------------- | ------------ | ---- | ---------------- | ------------------ | -------- | ---------------------- |
| Immagine | Yvon, Adolphe | Autoritratto | 1873 | 56x44            | olio su tela       | francese | Dono dell'autore, 1873 |

### Z
| Immagine | Autore          | Titolo                   | Data       | Dimensioni in cm | Tecnica e supporto | Origine | Note                   |
| -------- | --------------- | ------------------------ | ---------- | ---------------- | ------------------ | ------- | ---------------------- |
| Zoffany  | Zoffany, Johann | Autoritratto col teschio | 1776 circa | 87,5x77          | olio su tavola     | tedesca | Dono dell'autore, 1778 |
|          | Zorn, Anders    | Autoritratto             | 1889       | 74,5x62,5        | olio su tela       | svedese | Dono dell'autore, 1889 |